# Исаакян, Оганес Николаевич
Огане́с Никола́евич Исаакя́н (Исаакянц) (1891—1958) — советский учёный в области паровозостроения, профессор, один из основоположников советской школы испытаний локомотивов, заслуженный деятель науки и техники РСФСР.

## Биография
Родился в 1891 году. 

Могила О. Н. Исаакяна

С 1909 года учился в Санкт-Петербургском политехническом институте. В 1920 году окончил Петроградский институт инженеров путей сообщения.
С 1918 года уже работал в отделе подвижного состава и тяги Экспериментального института путей сообщения, затем в ЦНИИ НКПС, руководил тяговотеплотехническим отделением и отделением паровозного хозяйства.
Начиная с 1932 года руководил испытаниями всех паровозов, выпущенных в СССР. Провёл оценку возможности и целесообразности использования в качестве топлива смесей углей различных сортов и различных угольных бассейнов.
Педагогическая работа: преподавал в МИИТе, МВТУ им. Баумана, где читал курсы лекций «Теоретическая механика», «Тяга поездов», «Тяговые расчеты».
Профессор. Автор учебников для вузов.
Заслуженный деятель науки и техники РСФСР.
Награждён орденами Ленина, Трудового Красного Знамени, медалями «За трудовую доблесть», «За доблестный труд в Великой Отечественной войне 1941—1945 гг.», знаком «Почетному железнодорожнику».
Умер в 1958 году. Похоронен на Армянском кладбище.

## Публикации
- Тяговые расчеты [Текст] : [учебник для техникумов железнодорожного транспорта] / О. Н. Исаакян, П. А. Гурский. — Москва : Трансжелдориздат, 1959. — 359 с. : ил., 2 л. черт.
- Главнейшие результаты испытаний паровоза ЕА [Текст] / О. Н. Исаакян, П. Н. Астахов, А. М. Неверович. — Москва : изд-во и 1-я тип. Трансжелдориздата, 1949. — 163 с. : ил.; 21 см. — (Труды Всесоюзного научно-исследовательского института железнодорожного транспорта; Вып. 29).
- Испытание углей на паровозах [Текст] / О. Н. Исаакян, П. Н. Астахов, А. М. Неверович. — Москва : изд-во и 1-я тип. Трансжелдориздата МПС, 1948. — 151 с. : черт.; 22 см. — (Труды Всесоюзного научно-исследовательского института железнодорожного транспорта; Вып. 23).
- Результаты испытаний паровоза Эм [Текст] / О. Н. Исаакян и П. Н. Астахов ; Всесоюз. науч.-исслед. ин-т ж.-д. транспорта. — Москва : изд-во и 1-я тип. Трансжелдориздата, 1947. — 56 с. : граф.; 21 см.